# Gheorghe Bogdan-Duică

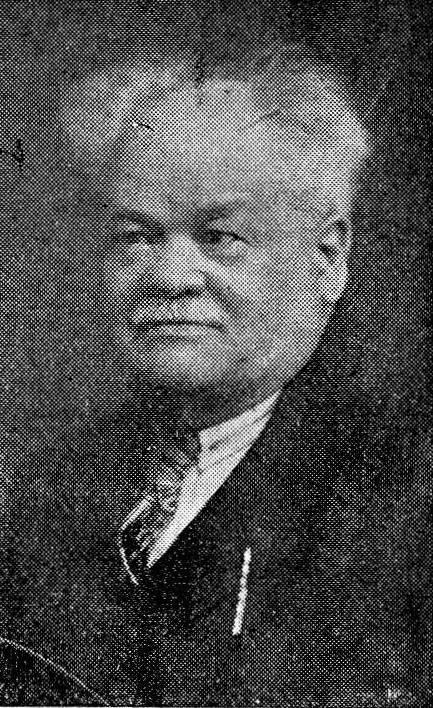
Gheorghe Bogda-Duică în 1934

Gheorghe Bogdan-Duică (n. 2 ianuarie 1866, Brașov, Imperiul Austriac – d. 21 septembrie 1934, Brașov, România) a fost un istoric literar român, membru titular al Academiei Române.

## Opera
- Petru Maior, Cernăuți, 1893;
- Bucovina - Notițe politice asupra situației, Sibiu, 1895;
- Procesul episcopului Ioan Inochentie Clain, Caransebeș, 1896;
- Grillparzer în liceul român, București, 1899;
- Despre „Țiganiada" lui Budai-Deleanu. Înrâuririle germane, București, 1902;
- Titu Liviu Maiorescu, București, 1921;
- Istoria țărănismului Vol 1 Vieața și opera întâiului țărănist român - Ion Ionescu dela Brad (1818-1891), București, 1921;
- Vasile Alecsandri. Admiratori și detractori, București, 1922;
- Istoria literaturii române moderne. Întâii poeți munteni, Cluj, 1923;
- Viața și ideile lui Simion Bărnuțiu, București 1924
- Vieața și opera lui Gheorghe Lazăr, București, 1924;
- Despre „Luceafărul" lui Mihail Eminescu, Brașov, 1925;
- Vasile Alecsandri. Povestea unei vieți, București, 1926;
- Petru Maior și Justinus Febronius sau Petru Maior ca vrăjmaș al Papei, Cluj, 1933;
- Ioan Barac, București, 1933;
- Eftimie Murgu, București, 1937;
- Studii și articole, București, 1975;
- Mihai Eminescu, Iași, 1981.